# Innerloop Studios
Innerloop Studios (Abk. Innerloop) war ein norwegisches Entwicklungsstudio für Computerspiele, das von 1996 bis 2003 existierte.
Das Unternehmen wurde im Mai 1996 von einer Gruppe ehemaliger Mitarbeiter des in Oslo ansässigen Videospielunternehmens Funcom als Innerloop Technologies gegründet. Nach dem Abschluss einer Partnerschaft mit dem Videospielentwickler und -verleger Eidos Interactive fusionierte Innerloop 1997 mit DiMaga Studios und änderte seinen Namen in Innerloop Studios, um der Fusion Rechnung zu tragen. Im Herbst 2000 erwarb das schwedische elektronische Unterhaltungsunternehmen Vision Park das Studio. Im Jahr 2002 wurde Innerloop erneut ein unabhängiges Unternehmen, bevor es im Juni 2003 schloss. Das Unternehmen konnte kein Kapital für die Erstellung zukünftiger Titel bereitstellen und beschloss schließlich, das Studio zu schließen.
Die Anzahl der Mitarbeiter des Unternehmens lag während des gesamten Bestehens des Unternehmens zu verschiedenen Zeitpunkten zwischen 15 und 25 Personen.
Innerloop war weithin bekannt für seine Grafiksoftware, die erstmals im Flugsimulator Joint Strike Fighter gezeigt wurde. Mit Ausnahme des Sportspiels Sega Extreme Sports für Sega Dreamcast entschied sich Innerloop bei der Entwicklung ausschließlich für Personal Computer, da eigener Ansicht nach die Grafiktechnologie auf Spielkonsolen nicht ohne erhebliche Leistungseinbußen funktionieren würde.
Mitbegründer Henning Rokling war Geschäftsführer des Unternehmens, bis das Studio 2003 seinen Betrieb einstellte. Neben der Zusammenarbeit mit Eidos Interactive arbeitete Innerloop auch mit Infogrames, Sega, Empire Interactive und Codemasters zusammen.

## Entwickelte Spiele
| Jahr | Titel                      | Plattform          |
| ---- | -------------------------- | ------------------ |
| 1997 | JSF - Joint Strike Fighter | Windows            |
| 2000 | Project I.G.I.             | Windows            |
| 2000 | Sega Xtreme Sports         | Dreamcast, Windows |
| 2001 | Jul i Blåfjell             | Windows            |
| 2003 | I.G.I.-2: Covert Strike    | Windows            |